# منتخب أوزبكستان لكأس فيد
منتخب أوزبكستان لكأس فيد هو ممثل أوزبكستان الرسمي في كرة المضرب في كأس فيد.